# Premio Carlos Fuentes
El Premio Internacional Carlos Fuentes a la Creación Literaria en Idioma Español, conocido también como Premio Carlos Fuentes, es un galardón bienal de literatura en lengua española concedido por el Consejo Nacional para la Cultura y las Artes.

## Contexto
Fue instituido en 2012 para rendir homenaje al escritor Carlos Fuentes, autor de Aura, La región más transparente, Las buenas conciencias y La muerte de Artemio Cruz,  entre otras obras, y por tal motivo es entregado cada dos años el día de su natalicio, el 11 de noviembre, para  “reconocer el trabajo de quienes, a través de sus letras, engrandecen la patria de la Ñ y enriquecen la literatura universal con sus poemas, novelas, ensayos y cuentos que estimulan la imaginación y el sentido crítico del lector”.
Está dotado con 250 000 dólares estadounidenses o 193 000 euros, una obra escultórica diseñada por el artista mexicano de origen español Vicente Rojo Almazán y la publicación del discurso de aceptación.
Su primera edición tuvo lugar en el año 2012 otorgándose al escritor hispano-peruano, Mario Vargas Llosa, "por su contribución al enriquecimiento del patrimonio literario de la humanidad".
El jurado en la primera edición fue integrado por José Manuel Blecua Perdices, Marco Martos Carrera, Jaime Labastida, Darío Jaramillo Agudelo, Eduardo Casar, Gonzalo Celorio e Ignacio Padilla.

## Institucionalización y periodicidad del premio
El 12 de noviembre de 2013, el titular del Consejo Nacional para la Cultura y las Artes, Rafael Tovar y de Teresa,  confirmó que la próxima entrega del premio sería el 11 de noviembre de 2014. Para este efecto se convocará a la Universidad Nacional Autónoma de México (UNAM), la Academia Mexicana de la Lengua, El Colegio de México y El Colegio Nacional con el fin de formar una comisión que organice un mecanismo que de continuidad e institucionalidad al premio.
Debido a que la periodicidad de la entrega del premio no había quedado previamente definida como bienal, en noviembre de 2013 algunos columnistas publicaron artículos de opinión especulando que el premio se había cancelado por razones de revanchismo del presidente Enrique Peña Nieto en respuesta al incidente ocurrido durante la Feria Internacional del Libro de Guadalajara de 2011, cuando siendo aún candidato a la presidencia confundió a Enrique Krauze como el autor del libro La silla del águila, y por las declaraciones del propio Carlos Fuentes al respecto de dicho incidente.

## Galardonados con el Premio Carlos Fuentes
| Año  | Autor               | Nacionalidad |
| ---- | ------------------- | ------------ |
| 2012 | Mario Vargas Llosa  | Perú España  |
| 2014 | Sergio Ramírez      | Nicaragua    |
| 2016 | Eduardo Lizalde     | México       |
| 2018 | Luis Goytisolo      | España       |
| 2019 | Luisa Valenzuela    | Argentina    |
| 2020 | Diamela Eltit       | Chile        |
| 2022 | Margo Glantz        | México       |
| 2023 | Elena Poniatowska   | México       |
| 2024 | Luis García Montero | España       |